# Стрибуха (фільм)
«Стрибуха» — радянський художній фільм, поставлений в 1955 році режисером Самсоном Самсоновим за  однойменною повістю Антона Чехова. Фільм «Стрибуха» був дебютним фільмом для Самсона Самсонова.

## Сюжет
Головна героїня постійно перебуває в пошуках «видатної особистості», не помічаючи того, що насправді такою особистістю є покинений нею чоловік, і розуміє це тільки після його смерті.

## У ролях
- Сергій Бондарчук —  лікар Осип Степанович Димов
- Людмила Целіковська —  Ольга Іванівна Димова
- Володимир Дружников —  Рябовський
- Євген Тетерін —  лікар Федір Лукич Коростельов
- Анатолій Алексін —  друг Ольги Іванівни
- Анатолій Бобровський —  друг Ольги Іванівни
- Сергій Комаров —  друг Ольги Іванівни
- Георгій Георгіу —  Уздєчкін, віолончеліст
- Михайло Глузський —  Буркін, письменник
- Олексій Кельберер —  Подгорін, художник
- Гліб Романов —  Алексіс, співак
- Аркадій Цинман —  друг Ольги Іванівни
- Микола Кутузов —  пацієнт-художник
- Антоніна Максимова —  Звонковський
- Олена Максимова —  селянка з Глухова
- Марія Яроцька —  Пелагея Гаврилівна, дачниця
- Юрій Леонідов —  скульптор Жмухін, друг Ольги Іванівни
- Тамара Яренко —  Даша, служниця
- Ян Янакієв —  Кобилянський, друг Ольги Іванівни
- Борис Гусєв — епізод

## Знімальна група
- Режисер — Самсон Самсонов
- Оператори — Федір Добронравов, Володимир Монахов, Вадим Юсов
- Композитор — Микола Крюков
- Художники — Леонід Чібісов, Юрій Волчанецький
- Продюсер — Володимир Канторович